# Free 6lack
Free 6lack è il primo album in studio del cantante statunitense 6lack, pubblicato il 18 novembre 2016.

## Descrizione
Free 6lack è stato pubblicato dalle etichette discografiche LoveRenaissance e Interscope Records. L'album è stato anticipato da due singoli: Ex Calling e Prblms.
È stato nominato ai Grammy Awards 2018 come Miglior album Urban Contemporary.
Il 13 novembre 2017 sono state aggiunte tre nuove tracce all'album, per celebrare l'anniversario d'uscita.

## Tracce
1. Never Know – 4:09 (testo: Ricardo Valentine, Adeyinka Bankole, Aleksi Asiala, Ali Zafar, Frank Dukes, Santeri Kauppinen – musica: FWDSLXSH, MDS, Alex Leone, Frank Dukes)
2. Rules – 3:31 (testo: Ricardo Valentine, Trevor Slade, David Moreau-Hispard, Joshua Scruggs, Ozan Yildirim – musica: Syk Sense, Ozan Yildirim, Singawd)
3. Prblms – 4:06 (testo: Ricardo Valentine, Jeryn Peters – musica: Nova)
4. Free – 4:23 (testo: Ricardo Valentine, Jeryn Peters – musica: Nova, Singawd)
5. Learn Ya – 3:35 (testo: Ricardo Valentine, Trevor Slade, Jakob Rabitsch, Harry Edwards – musica: Singawd, Rabitsch)
6. MTFU – 3:28 (testo: Ricardo Valentine, Adeyinka Bankole, Andre Robertson – musica: FWDSLXSH, Bizness Boi, JT Gagarin)
7. Luving U – 4:12 (testo: Ricardo Valentine, Trevor Slade, Matthew Kidd – musica: Singawd)
8. Gettin' Old – 3:35 (testo: Ricardo Valentine, Breyan Isaac, Manny Mercado – musica: Breyan Isaac)
9. Worst Luck – 3:26 (testo: Ricardo Valentine, Jakob Rabitsch, Trevor Slade, Jared Gagarin, David Biral, Denzel Michael-Akil Baptiste, Jahphet Landis, Karl Brutus – musica: Rubin, Roofeeo, Childish Major, Rabitsch, Take A Daytrip, Singawd, Ricardo Valentine, JT Gagarin)
10. Ex Calling – 3:31 (testo: Nayvadius Wilburn, Joshua Luellen – musica: Southsid, DZL)
11. Alone / EA6 – 9:13 (testo: Ricardo Valentine, Jakob Rabitsch, Trevor Slade, Oladipo Omishore, Lucian Blomkamp – musica: Dot da Genius, Singawd, Ricardo Valentine, Jakob Rabitsch)

Tracce bonus
1. Glock Six – 3:10 (testo: Ricardo Valentine, Jon Castelli, Julian Bohorquez – musica: Jon Castelli, JulianBeatz)
2. In Between (feat. Banks) – 3:25 (testo: Ricardo Valentine, Jakob Rabitsch, Trevor Slade, Jillian Banks, Lucian Blomkamp – musica: Singawd, Lucian Blomkamp, Jakob Rabitsch)
3. One Way (feat. T-Pain) – 4:46 (testo: Ricardo Valentine, Jakob Rabitsch, Trevor Slade, Faheem Najm, Lucian Blomkamp, Jared Gagarin – musica: Stwo, Singawd, Blomkamp, JT Gagarin)

## Classifiche
| Classifiche (2016-2017)   | Posizione massima |
| ------------------------- | ----------------- |
| Canada                    | 88                |
| US Billboard 200          | 3                 |
| US Top R&B/Hip-Hop Albums | 11                |
| US Top Rap Albums         | 5                 |